# Olga Fröbe-Kapteyn
Olga Fröbe-Kapteyn (Londres, 1881-Ascona, Suiza, 1962) fue una espiritualista, teósofa y erudita anglo-holandesa.

## Biografía
Nacida en Londres de madre activista social y feminista y padre ingeniero, estudiará historia del arte en Zúrich, casándose en 1909 con el músico y director Iwan Fröbe (murió años más tarde en un accidente de avión).
Tras el estallido de la Primera Guerra Mundial se trasladará de Berlín a Zúrich, donde regentará un salón literario conocido como Table Ronde (Mesa Redonda).
En 1920 se asentará en Casa Gabriela en Ascona, Suiza, donde comenzará a estudiar filosofía india y meditación, interesándose por la teosofía.
Entre sus amigos e influencias estuvieron el poeta alemán Ludwig Derleth, el psicólogo Carl Gustav Jung y el sinólogo, teólogo y misionero alemán Richard Wilhelm, cuya traducción del I Ching permitirá su accesibilidad. Conocerá a su vez a muchos miembros de la Escuela de la Sabiduría (Schule der Weisheit), controlada por el Conde Hermann Graf Keyserling en Darmstadt, quienes se dedicaron a la investigación de la raíz común de todas las religiones, así como a los miembros del Círculo Ecuménico en Marburgo.
En 1928, sin ningún propósito claro en mente, creará un lugar de reunión cerca de su casa. Carl Gustav Jung sugerirá el uso del emplazamiento como «un lugar de encuentro entre Este y Oeste» («Begegnungsstätte zwischen Ost und West»). Con ello nacerá la reunión anual de intelectuales conocida como Eranos, que hoy sigue proporcionando una oportunidad a aquellos eruditos procedentes de diversos campos del saber a la hora de reunirse y compartir sus investigaciones e ideas acerca de la espiritualidad humana. El nombre de Eranos le fue sugerido por el historiador de las religiones Rudolf Otto, cuya perspectiva antropológica religiosa tendría un profundo impacto sobre los orígenes y la evolución de Eranos. Carl Gustav Jung fue también un participante significativo en la organización de las conferencias Eranos. Aunque los simposios no fueran expresamente junguianos en el enfoque o la concepción, se emplearía la idea de arquetipo.
Entre 1930 y 1940, la investigación en curso referente a los arquetipos la llevaría a las mejores bibliotecas de Europa y América, incluyendo la Biblioteca Vaticana, el Museo Británico, la Biblioteca y Museo Morgan en Nueva York, la Biblioteca Nacional de Francia en París y el Museo Arqueológico Nacional de Atenas.
Sus diversos e intensivos estudios la proveyeron de material para el Archive for Research in Archetypal Symbolism (ARAS) (Archivo para la investigación en simbolismo arquetípico) que contiene más de seis mil imágenes y que ha servido durante años de gran ayuda a la investigación de muchos conferenciantes de Eranos y otros eruditos.
Olga Fröbe-Kapteyn murió en su casa en Casa Gabriella en 1962.